# Pseudosasa aeria
Pseudosasa aeria är en gräsart som beskrevs av Tai Hui Wen. Pseudosasa aeria ingår i släktet splitcanebambusläktet, och familjen gräs. Inga underarter finns listade i Catalogue of Life.